# 车里银背藤
车里银背藤（学名：Argyreia cheliensis）是旋花科银背藤属的植物，为中国的特有植物。分布于中国大陆的云南等地，生长于海拔880米的地区，常生长在灌丛中，目前尚未由人工引种栽培。